# The Speris Legacy
The Speris Legacy est un jeu vidéo publié en 1996 sur Amiga AGA et Amiga CD32, développé par Binary Emotions pour Team 17 et édité par Ocean Software.

## Scénario
Le jeu se passe dans un pays nommé Speris. Le joueur incarne Cho qui doit venger son ami Kale, héritier du royaume, assassiné par son frère Gallus.

## Système de jeu
Le jeu s'inspire des jeux d'aventures japonais publiés sur les consoles de l'époque, comme Zelda ou Final Fantasy.

## Équipe de développement[1]
- Conception : Ian Jolly, Andy Jolly
- Programmation : Clive Minnican, Phil Boag-Butcher
- Graphisme : Ian Jolly
- Musiques et effets sonores : Ian Jolly, Ian Ford, Keith Baker